# Вест-Лінкольн

Вест-Лі́нкольн в Ніагарському регіоні

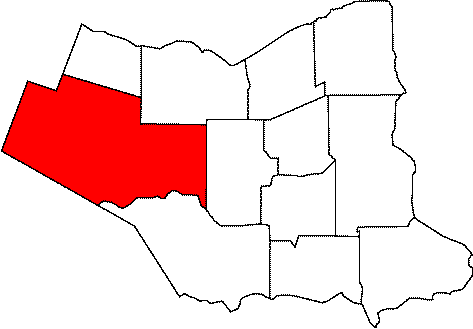
Мапа Вест-Лінкольна

 Вест-Лі́нкольн (англ. West Lincoln) — містечко (387,72 км²) в провінції Онтаріо у Канаді в регіоні Ніагарському регіоні.
Містечко налічує 12 268 мешканців (2001) (31,6/км²).
Містечко — частина промислового району, прозваного «Золотою підковою»